# Rafanata
La rafanata (rafanat o rafanet in dialetto lucano) è un piatto tipico della Basilicata, particolarmente diffuso tra la Val d'Agri e l'alta Collina materana, simile a una frittata cotta al forno o, come vuole la tradizione, alla brace.

## Descrizione
Piatto di origine contadina, prende il nome dal rafano rusticano, ovvero il rizoma della pianta Armoracia rusticana, una radice dal gusto balsamico e piccante, probabilmente introdotta dai Normanni in Basilicata intorno al XI secolo. Il rafano è un ingrediente essenziale della cucina tradizionale lucana; compariva spesso sulle tavole di agricoltori e pastori, essendo poco costoso, ricco di proprietà salutari ed una buona fonte di vitamine. Perciò, il rafano è anche noto in Basilicata come "u tartuf’ d’i povr’ òmm", ossia "il tartufo dei poveri.
La rafanata è, da tradizione, un piatto legato alla festività del Carnevale, preparato dalla festa di sant’Antonio Abate (17 gennaio), fino al martedì Grasso. La ricetta tradizionale, di cui esistono varianti a seconda della zona della Basilicata, prevede come ingredienti base uno sbattuto di molte uova, condite con pecorino grattugiato, rafano fresco e strutto.

## Preparazione
La radice del rafano viene pulita, scorticata e grattugiata in una ciotola per essere, in seguito, amalgamata con uova e pecorino fino a creare un composto omogeneo. La cottura tradizionale, detta fuc sott e fuc sop, prevede l'uso della brace del camino, un’antica modalità di preparazione praticata da chi non disponeva di un forno a legna. Consiste nel porre la brace sopra e sotto il tegame di terracotta, garantendo una cottura uniforme. In tempi moderni, viene privilegiata la cottura in forno elettrico, usando olio o strutto per ungere la teglia e la parte superiore del composto. Tuttavia, il metodo odierno, più rapido e alla portata di tutti, non preserva totalmente l'affumicatura tipica della ricetta tradizionale.

## Varianti
La variante più consumata prevede l'aggiunta di patate lesse e schiacciate (oppure crude e grattugiate); altri ingredienti addizionali sono mollica di pane e salumi come pezzente o soppressata. Il bicarbonato viene da alcuni utilizzato nelle preparazioni moderne. Un'altra variante invece si prepara con il medesimo impasto ma si formano delle polpettine da friggere in olio o strutto. Un discorso a parte merita la rafanata di Castelsaraceno che, nonostante l'omonimia, indica un piatto di maccheroni al ferretto cotti tradizionalmente alla brace (in tempi odierni anche al forno) con ragù di carne, rafano e pecorino, riconosciuto con decreto ministeriale del 25 febbraio 2022, prodotto agroalimentare tradizionale lucano (PAT).

## Sagre
Diverse sagre lucane sono dedicate alla rafanata, alcune si tengono nei comuni di Viggiano, Marsico Nuovo, Anzi, Pietrapertosa, Sarconi, Gorgoglione, e Stigliano.